# Anurognathus
Anurognathus is een monotypisch geslacht van uitgestorven Pterosauria, behorend tot de Anurognathidae, dat tijdens het Laat-Jura leefde in het gebied van het huidige Duitsland. De enige soort is Anurognathus ammoni.

## Naamgeving
De soort werd in 1923 benoemd en beschreven door Ludwig Döderlein. De geslachtsnaam is afgeleid van het Klassiek Griekse an, 'zonder', oura, 'staart', en gnathos, 'kaak', een verwijzing naar het bezitten van een slechts zeer korte staart. De soortaanduiding eert geoloog Ludwig von Ammon, uit wiens collectie Döderlein het fossiel in 1922 verworven had.

## Beschrijving

### Het holotype
Het fossiel, holotype BSP 1922-i-42 (Bayerische Staatssammlung für Palaeontologie und Geologie, München), is bij Eichstätt gevonden in de Solnhofener kalksteen in een laag uit het Tithonien. Het bestaat uit een vrijwel volledig maar platgedrukt skelet met schedel op een enkele plaat. De tegenplaat ontbreekt en de kleine plaat is door de preparateur met kalkcement in een grotere omvattende kalkplaat bevestigd. Een eigenaardigheid van het fossiel is dat het voornamelijk een impressie is zonder de echte botten. Wel is een belangrijk deel van de vlieghuid als afdruk te zien, zij het zeer vaag en onder een dun laagje kalkcement dat over het grootste deel van de fossielplaat gesmeerd is om het gelijke kleur te geven met de omvattende plaat.

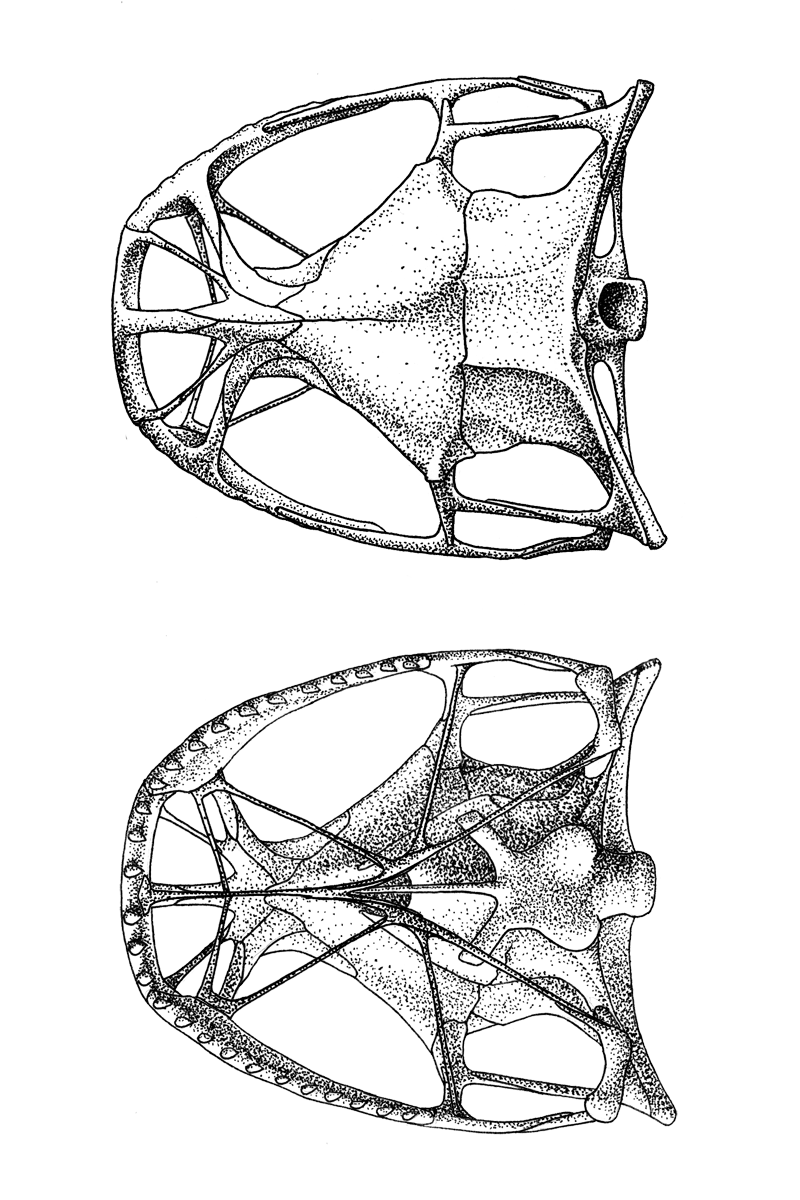
Reconstructie van de schedel door Jaime Headden; boven het bovenaanzicht

De schedel is kort, vrij hoog, en breed. De lengte is drie centimeter. De breedte is bij het holotype niet goed vast te stellen daar de schedel min of meer in zijaanzicht bewaard is gebleven. Wat daarbij op het eerste gezicht de buitenkant van de rechterzijde lijkt, is in feite de binnenkant van de linkerzijde. De oogkassen zijn zeer groot. De tanden zijn smal, spits, kegelvormig en iets naar achteren gebogen. Ze staan vrij ver uit elkaar. Er zijn acht tanden zichtbaar in de bovenkaak en zeven in de onderkaak voor een totaal van minstens dertig. De onderkaken zijn ondiep. De nek is kort. De staart is sterk gereduceerd. De vleugels zijn relatief lang maar de middenhandsbeenderen zijn kort (elf millimeter). Er is een kort os peteroide van zes millimeter. Het opperarmbeen heeft een lengte van 32 millimeter. In de onderarm is het spaakbeen met 45 millimeter iets korter dan de ellepijp met 46 millimeter. Het eerste kootje van de vleugelvinger heeft een lengte van 58 millimeter; de overige zijn te zwaar beschadigd voor een meting. Het scheenbeen is met 39 millimeter langer dan het dijbeen van 27 millimeter. De vijfde teen is verlengd, vermoedelijk om een cruroptagium, een vlieghuid tussen de achterpoten, te dragen. Volgens Döderlein had deze teen vier kootjes maar al snel corrigeerden andere onderzoekers dat naar twee. De romplengte is ongeveer vijf centimeter; de totale lichaamslengte negen centimeter. De vleugelspanwijdte werd geschat op vijftig centimeter.
Het holotype werd in 1975 opnieuw beschreven door Peter Wellnhofer. Deze telde acht halswervels, twaalf ruggenwervels, vijf sacrale wervels en elf staartwervels.

### Het "tweede exemplaar"

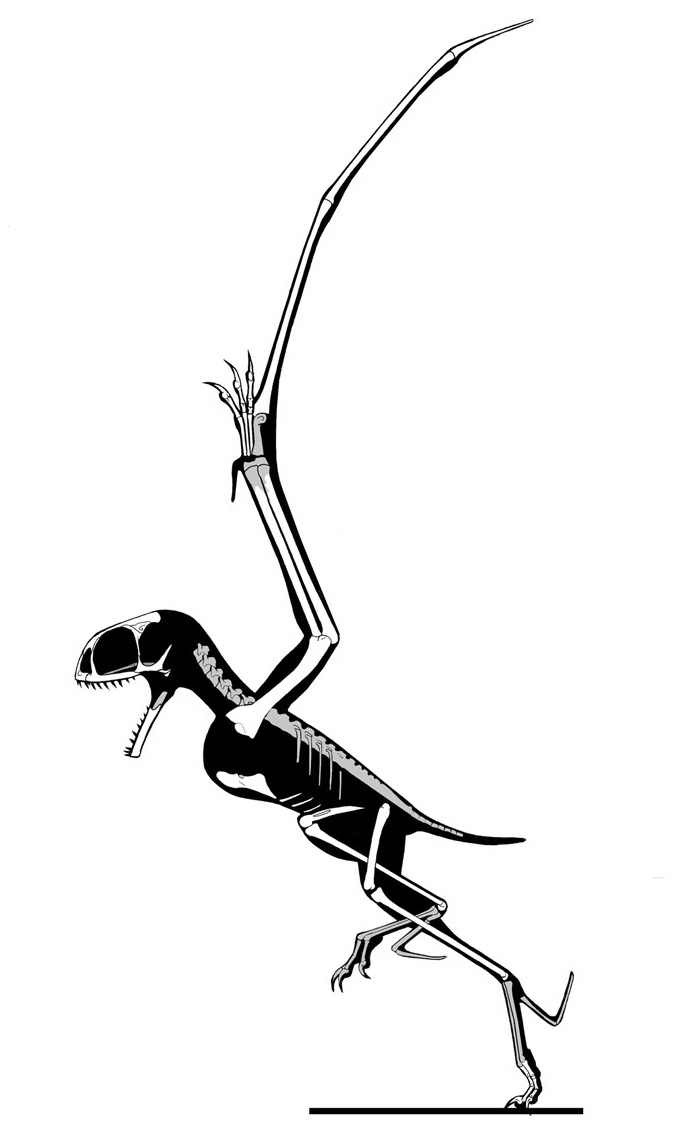
Skeletdiagram van het holotype van Anurognathus door Jaime Headden

Later is een tweede, kleiner, skelet bij Eichstätt (Malm Zeta 2) gevonden, ook op een enkele plaat en tegenplaat. Beide delen bevinden zich in verschillende particuliere verzamelingen en het specimen heeft daarom geen officiële registratieaanduiding. Daarom heet men het maar het 'tweede exemplaar'. Het gaat om een onvolwassen dier van ruwweg vijfenvijftig procent van de lengte van het holotype. Dit tweede exemplaar, beschreven door Christopher Bennett, is veel completer en biedt over nog vele eerst onbekende details informatie. Zo blijkt de schedel extreem breed te zijn geweest: 'breder dan lang' en stomp van voren. Ook werd duidelijk dat bij de reconstructie door Wellnhofer de grote oogkassen voor de fenestrae antorbitales waren aangezien, zodat de hele schedelvorm fout geïnterpreteerd was — Döderlein had die vergissing niet gemaakt maar wel de snuit te lang ingeschat. In feite zijn deze schedelopeningen erg klein en naar voren geschoven zodat ze vrijwel recht vooruit gericht zijn; ook de neusgaten zijn smal en bevinden zich voor op de stompe snuit. Volgens Brian Andres (2010) zijn beide openingen wellicht vergroeid tot een enkele fenestra nasoantorbitalis. Dit schept de ruimte om ook de oogkassen iets naar voren te laten wijzen zodat voor de kennelijk zeer grote ogen een vergrote mate van binoculair zicht verschaft wordt. De hele schedel is zeer lichtgebouwd met aan de zijkanten en bij het verhemelte niet meer dan wat beenspanten tussen ruime openingen. Bovenop echter vormden de licht bollende voorhoofdsbeenderen en wandbeenderen een brede gesloten plaat. Bennett telde negen tanden in de onderkaak en tien in de bovenkaak voor een mogelijk totaal van achtendertig. De onderkaken konden wijd worden opgesperd onder een hoek van minstens negentig graden.

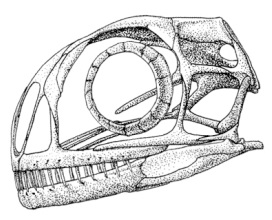
De schedel van bezijden bezien

Bennett gaat uit van negen halswervels en elf ruggenwervels, als de eerste wervel die een rib draagt die met het borstbeen verbonden is, als eerste ruggenwervel geldt. Er zijn vier of vijf sacrale wervels en negen staartwervels; die zijn niet vergroeid zoals Döderlein meende, die misleid werd doordat in de afdruk van zijn exemplaar de afzonderlijke wervels niet goed te onderscheiden waren en de gewrichtsvlakken verder vervaagd werden door later afgezet calciet. Afgezien van de staart komt het totale aantal wervels exact overeen met de schatting van Wellnhofer maar volgens Bennett had het holotype, afhankelijk van de interpretatie van de sacrale wervels waarvan hij het aantal niet precies kon vaststellen, mogelijk negen halswervels en twaalf ruggenwervels, dus een wervel meer dan het tweede exemplaar. Deze mogelijkheid verklaart hij door individuele variatie binnen de soort.

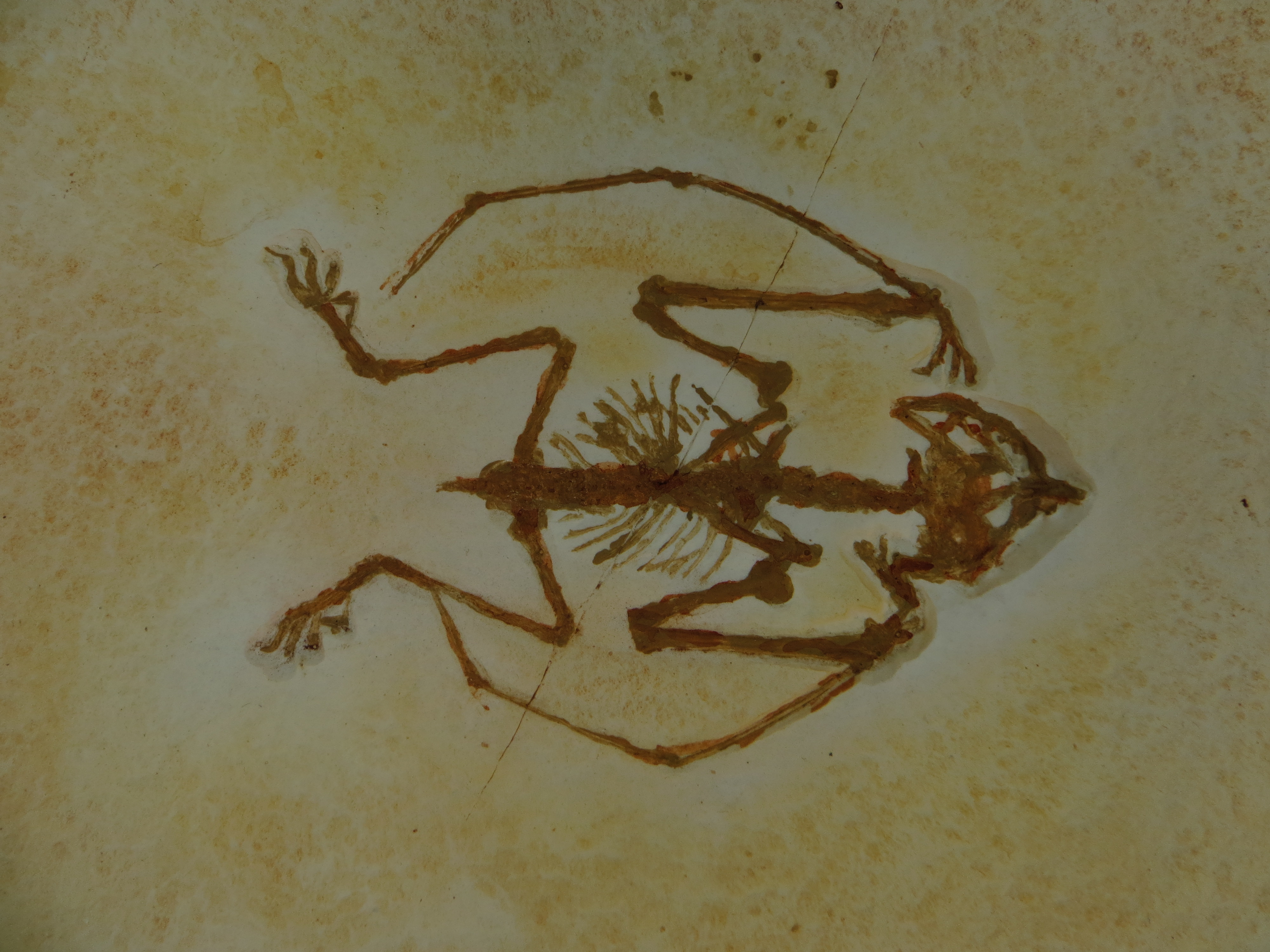
Het skelet van boven bezien

Het borstbeen was vermoedelijk vrij smal. Het schouderblad en het ravenbeksbeen waren niet vergroeid. De vleugelvinger blijkt slechts drie in plaats van de gebruikelijke vier vingerkootjes te hebben bezeten, met een aflopende lengte van 29, 23 en 13 millimeter. De formule van de vingerkootjes is 2-3-4-3-x. Ook het tweede exemplaar toont afdrukken van de vlieghuid. Ook bij de scheenbenen is een membraan zichtbaar; volgens Bennett duidt dit erop dat de vlieghuid tot aan de enkels doorliep. Omdat de vijfde tenen bij het exemplaar naar buiten gedraaid zijn, kan het echter ook om resten van het cruropatagium gaan. De vleugelspanwijdte bedraagt ongeveer 25 centimeter; dat van het eerste exemplaar moet worden bijgesteld naar ruwweg 45 centimeter, nu de vleugels een kootje korter zijn dan gedacht. Mark Paul Witton schatte in 2009 dat een exemplaar met een vlucht van vijfendertig centimeter een gewicht zou hebben gehad van veertig gram, wat een gewicht van ruim tachtig gram zou opleveren voor het holotype.
Het bekken is vrij ondiep. De formule van de teenkootjes is 2-3-4-5-2. De teenklauwen zijn licht gekromd.
Over het algemeen tonen de botten geen tekenen van speciale pneumatisering, het binnendringen van de luchtzakken. Opnamen met ultraviolet-licht tonen de omzettingsresten van de spieren van het dijbeen en de opperarm. Veel details zijn niet zichtbaar maar de omvang van de spiermassa is duidelijk. Die blijkt niet extreem te zijn, zoals bij zo'n klein dier ook te verwachten viel. Er zijn in de borstkas van het exemplaar een twintigtal holle bolletjes gevonden met een doorsnede van 0,2 tot 0,6 millimeter, die in twee hoopjes bij elkaar lagen. Ze tonen een gelaagde structuur maar zijn geen eieren omdat de lagen geleidelijk zijn afgezet. Bennett wist er verder geen verklaring voor te vinden. Volgens Bennett duiden bij het holotype kleine verheffingen voor op de boven- en onderkaken wellicht op de aanwezigheid van stekelige lange haren, zodat het dier een soort snorbaard had.

## Fylogenie
Baron Franz Nopcsa creëerde in 1928 voor Anurognathus een onderfamilie Anurognathinae binnen de Rhamphorhynchidae. Oskar Kuhn, die de verwantschap met de rhamphorhynchiden afwees, benoemde in 1937 een aparte familie: Anurognathidae. Eerst was Anurognathus daarvan het enige bekende lid; later zijn Aziatische verwanten bekend geworden, de Asiaticognathidae als Batrachognathus, Dendrorhynchoides en Jeholopterus. Anurognathus is van deze Asiaticognathidae het zustertaxon. De Anurognathidae zijn basaler dan de Pterodactyloidea maar delen daarmee de korte staart; het is dit uniek kenmerk dat de aanleiding was voor de geslachtsnaam.
Een analyse uit 2021 leverde het volgende kladogram op.
|  | Sinomacrops bondei     |
|  |                        |
|  | Batrachognathus volans |
|  |                        |

|  | Jeholopterus ningchengensis                                                           |
|  |                                                                                       |
|  | \| \| Anurognathus ammoni \| \| \| \| \| \| Vesperopterylus lamadongensis \| \| \| \| |
|  |                                                                                       |
|  | Anurognathus ammoni                                                                   |
|  |                                                                                       |
|  | Vesperopterylus lamadongensis                                                         |
|  |                                                                                       |

|  | Anurognathus ammoni           |
|  |                               |
|  | Vesperopterylus lamadongensis |
|  |                               |

|  | Jeholopterus ningchengensis                                                           |
|  |                                                                                       |
|  | \| \| Anurognathus ammoni \| \| \| \| \| \| Vesperopterylus lamadongensis \| \| \| \| |
|  |                                                                                       |
|  | Anurognathus ammoni                                                                   |
|  |                                                                                       |
|  | Vesperopterylus lamadongensis                                                         |
|  |                                                                                       |

|  | Anurognathus ammoni           |
|  |                               |
|  | Vesperopterylus lamadongensis |
|  |                               |

|  | Jeholopterus ningchengensis                                                           |
|  |                                                                                       |
|  | \| \| Anurognathus ammoni \| \| \| \| \| \| Vesperopterylus lamadongensis \| \| \| \| |
|  |                                                                                       |
|  | Anurognathus ammoni                                                                   |
|  |                                                                                       |
|  | Vesperopterylus lamadongensis                                                         |
|  |                                                                                       |

|  | Anurognathus ammoni           |
|  |                               |
|  | Vesperopterylus lamadongensis |
|  |                               |

|  | Jeholopterus ningchengensis                                                           |
|  |                                                                                       |
|  | \| \| Anurognathus ammoni \| \| \| \| \| \| Vesperopterylus lamadongensis \| \| \| \| |
|  |                                                                                       |
|  | Anurognathus ammoni                                                                   |
|  |                                                                                       |
|  | Vesperopterylus lamadongensis                                                         |
|  |                                                                                       |

|  | Anurognathus ammoni           |
|  |                               |
|  | Vesperopterylus lamadongensis |
|  |                               |

|  | Sinomacrops bondei     |
|  |                        |
|  | Batrachognathus volans |
|  |                        |

|  | Jeholopterus ningchengensis                                                           |
|  |                                                                                       |
|  | \| \| Anurognathus ammoni \| \| \| \| \| \| Vesperopterylus lamadongensis \| \| \| \| |
|  |                                                                                       |
|  | Anurognathus ammoni                                                                   |
|  |                                                                                       |
|  | Vesperopterylus lamadongensis                                                         |
|  |                                                                                       |

|  | Anurognathus ammoni           |
|  |                               |
|  | Vesperopterylus lamadongensis |
|  |                               |

|  | Jeholopterus ningchengensis                                                           |
|  |                                                                                       |
|  | \| \| Anurognathus ammoni \| \| \| \| \| \| Vesperopterylus lamadongensis \| \| \| \| |
|  |                                                                                       |
|  | Anurognathus ammoni                                                                   |
|  |                                                                                       |
|  | Vesperopterylus lamadongensis                                                         |
|  |                                                                                       |

|  | Anurognathus ammoni           |
|  |                               |
|  | Vesperopterylus lamadongensis |
|  |                               |

|  | Jeholopterus ningchengensis                                                           |
|  |                                                                                       |
|  | \| \| Anurognathus ammoni \| \| \| \| \| \| Vesperopterylus lamadongensis \| \| \| \| |
|  |                                                                                       |
|  | Anurognathus ammoni                                                                   |
|  |                                                                                       |
|  | Vesperopterylus lamadongensis                                                         |
|  |                                                                                       |

|  | Anurognathus ammoni           |
|  |                               |
|  | Vesperopterylus lamadongensis |
|  |                               |

|  | Jeholopterus ningchengensis                                                           |
|  |                                                                                       |
|  | \| \| Anurognathus ammoni \| \| \| \| \| \| Vesperopterylus lamadongensis \| \| \| \| |
|  |                                                                                       |
|  | Anurognathus ammoni                                                                   |
|  |                                                                                       |
|  | Vesperopterylus lamadongensis                                                         |
|  |                                                                                       |

|  | Anurognathus ammoni           |
|  |                               |
|  | Vesperopterylus lamadongensis |
|  |                               |

|  | Sinomacrops bondei     |
|  |                        |
|  | Batrachognathus volans |
|  |                        |

|  | Jeholopterus ningchengensis                                                           |
|  |                                                                                       |
|  | \| \| Anurognathus ammoni \| \| \| \| \| \| Vesperopterylus lamadongensis \| \| \| \| |
|  |                                                                                       |
|  | Anurognathus ammoni                                                                   |
|  |                                                                                       |
|  | Vesperopterylus lamadongensis                                                         |
|  |                                                                                       |

|  | Anurognathus ammoni           |
|  |                               |
|  | Vesperopterylus lamadongensis |
|  |                               |

|  | Jeholopterus ningchengensis                                                           |
|  |                                                                                       |
|  | \| \| Anurognathus ammoni \| \| \| \| \| \| Vesperopterylus lamadongensis \| \| \| \| |
|  |                                                                                       |
|  | Anurognathus ammoni                                                                   |
|  |                                                                                       |
|  | Vesperopterylus lamadongensis                                                         |
|  |                                                                                       |

|  | Anurognathus ammoni           |
|  |                               |
|  | Vesperopterylus lamadongensis |
|  |                               |

|  | Jeholopterus ningchengensis                                                           |
|  |                                                                                       |
|  | \| \| Anurognathus ammoni \| \| \| \| \| \| Vesperopterylus lamadongensis \| \| \| \| |
|  |                                                                                       |
|  | Anurognathus ammoni                                                                   |
|  |                                                                                       |
|  | Vesperopterylus lamadongensis                                                         |
|  |                                                                                       |

|  | Anurognathus ammoni           |
|  |                               |
|  | Vesperopterylus lamadongensis |
|  |                               |

|  | Jeholopterus ningchengensis                                                           |
|  |                                                                                       |
|  | \| \| Anurognathus ammoni \| \| \| \| \| \| Vesperopterylus lamadongensis \| \| \| \| |
|  |                                                                                       |
|  | Anurognathus ammoni                                                                   |
|  |                                                                                       |
|  | Vesperopterylus lamadongensis                                                         |
|  |                                                                                       |

|  | Anurognathus ammoni           |
|  |                               |
|  | Vesperopterylus lamadongensis |
|  |                               |

|  | Sinomacrops bondei     |
|  |                        |
|  | Batrachognathus volans |
|  |                        |

|  | Jeholopterus ningchengensis                                                           |
|  |                                                                                       |
|  | \| \| Anurognathus ammoni \| \| \| \| \| \| Vesperopterylus lamadongensis \| \| \| \| |
|  |                                                                                       |
|  | Anurognathus ammoni                                                                   |
|  |                                                                                       |
|  | Vesperopterylus lamadongensis                                                         |
|  |                                                                                       |

|  | Anurognathus ammoni           |
|  |                               |
|  | Vesperopterylus lamadongensis |
|  |                               |

|  | Jeholopterus ningchengensis                                                           |
|  |                                                                                       |
|  | \| \| Anurognathus ammoni \| \| \| \| \| \| Vesperopterylus lamadongensis \| \| \| \| |
|  |                                                                                       |
|  | Anurognathus ammoni                                                                   |
|  |                                                                                       |
|  | Vesperopterylus lamadongensis                                                         |
|  |                                                                                       |

|  | Anurognathus ammoni           |
|  |                               |
|  | Vesperopterylus lamadongensis |
|  |                               |

|  | Jeholopterus ningchengensis                                                           |
|  |                                                                                       |
|  | \| \| Anurognathus ammoni \| \| \| \| \| \| Vesperopterylus lamadongensis \| \| \| \| |
|  |                                                                                       |
|  | Anurognathus ammoni                                                                   |
|  |                                                                                       |
|  | Vesperopterylus lamadongensis                                                         |
|  |                                                                                       |

|  | Anurognathus ammoni           |
|  |                               |
|  | Vesperopterylus lamadongensis |
|  |                               |

|  | Jeholopterus ningchengensis                                                           |
|  |                                                                                       |
|  | \| \| Anurognathus ammoni \| \| \| \| \| \| Vesperopterylus lamadongensis \| \| \| \| |
|  |                                                                                       |
|  | Anurognathus ammoni                                                                   |
|  |                                                                                       |
|  | Vesperopterylus lamadongensis                                                         |
|  |                                                                                       |

|  | Anurognathus ammoni           |
|  |                               |
|  | Vesperopterylus lamadongensis |
|  |                               |

## Levenswijze
Döderlein maakte in 1923 meteen een grondige analyse van de levenswijze van Anurognathus. Hoewel de extreme breedte van de kop hem nog onbekend was, trok hij een vergelijking met de nachtzwaluw, die in snelle vlucht en met een brede bek op insecten jaagt. Dat loste het probleem op van de vermeende lange vleugels: die verminderen de wendbaarheid, zodat het dier niet als een vleermuis gejaagd zou kunnen hebben. Deze laatste interpretatie is door het tweede specimen op losse schroeven komen te staan: de kortere schatting van de vleugels wijst op een goede wendbaarheid waarvoor ook de korte staart een aanpassing kan zijn. De snelheid lag dan laag. Volgens Bennett wijst ook een grote bewegingsvrijheid van de vleugelvingergewrichten hierop; die zouden het mogelijk gemaakt hebben een vleugeltip naar beneden in te klappen om snel te rollen. Bij de meeste andere pterosauriërs wordt aangenomen dat de vleugelvinger als geheel stijf was. De grote ogen zouden het daarbij mogelijk hebben gemaakt in de schemering te vliegen. Latere populair-wetenschappelijke werken hebben gesuggereerd dat Anurognathus misschien ook van parasieten op de huid van grote dinosauriërs zou hebben geleefd maar daarvoor zijn geen speciale aanwijzingen; de korte schedel was daartoe ook ongeschikt.
Dat Anurognathus relatief langere achterpoten had dan een nachtzwaluw verklaarde Döderlein door aan te nemen dat de pterosauriër minder aan een vliegende levenswijze was aangepast en zijn benen nodig had voor een krachtige afzet, waarbij hij als een kikker van de grond gesprongen zou zijn. Daarbij zou hij op de middenhandsbeenderen hebben gesteund in een wat opgerichte houding. Dit komt overeen met de laatste inzichten over de afzet van pterosauriërs. De gehurkte houding ziet Bennett als de natuurlijke rustpose van de anurognathiden, handig om zich overdag verscholen te houden, daarbij beschermd door een goede schutkleur. Ook een modern element in de analyse van Döderlein was dat hij aannam dat Anurognathus op zijn achterbenen had gelopen. Deze hypothese, die in de jaren tachtig erg populair was, vindt de laatste jaren echter steeds minder bijval